# Leptogaster nitens
Leptogaster nitens là một loài ruồi trong họ Asilidae. Leptogaster nitens được Bromley miêu tả năm 1947. Loài này phân bố ở vùng nhiệt đới châu Phi.